# Dalenda Hamdi
Dalenda Hamdi (arabe : دلندة حمدي) est une judokate tunisienne. 

## Carrière
Aux Jeux de la Francophonie de 1989, Dalenda Hamdi obtient la médaille d'argent dans la catégorie des moins de 48 kg,.
Aux championnats d'Afrique de judo 1990 à Alger, elle remporte la médaille d'argent dans la catégorie des moins de 52 kg.
Elle est médaillée d'or par équipes aux championnats d'Afrique féminins de judo 1991 à Port-Louis.
Aux championnats d'Afrique de judo 1996 à Pretoria, elle remporte la médaille d'argent dans la catégorie des moins de 52 kg.